# Federação das Indústrias do Estado do Amapá
A Federação das Indústrias do Estado do Amapá, também conhecida como FIAP é uma entidade que reúne várias empresas industriais do estado do Amapá. A Federação é uma das filiadas à Confederação Nacional da Indústria (CNI).
A entidade era presidida por Hidelgard Gurgel até 2013, quando a deputada federal Jozi Araújo foi eleita para o quadriênio 2013-2017. Segundo o Conselho Nacional da Indústria, o grupo político ligado à nova presidente teria criado sindicatos fanstasmas apenas para ter a maioria dos votos e assim ganhar a presidência da federação.
Ainda em julho de 2013, o Conselho Nacional da Indústria realizou uma devassa nas contas da FIAP. Um relatório da Controladoria-Geral da União apontou a existência de funcionários fantasma no SESI e no SENAI do Amapá. Por causa disso, as duas entidades sofreram intervenção nacional.